# 대푸가
《대푸가(독일어: Große Fuge, 영어: Great Fugue, Grand Fugue) 내림나장조, 작품번호 133》은 루트비히 판 베토벤에 의해 쓰인 현악 사중주이다.

## 개요
베토벤이 완전히 청각을 잃은 1825년에서 1826년에 걸쳐서 작곡된 이 작품은 연주자에게 대한 극도한 기술적인 요구 뿐만 아니라, 지극히 내성적인 성격으로도 유명하며, 후기 작품의 기준 마저 되고 있다.
원래 이 대푸가는 《사중주 13번》의 마지막 악장으로 작곡되었다. 1826년 3월 21일에 빈에서 열린 《13번 사중주》의 초연에서는, 두 개의 악장이 앙코르에 응하여 연주되었는데, 종악장인 푸가는 거론되지 않았다고 한다. 그래서 베토벤은 수긍하지 못하고 "왜 푸가가 아닌 것이냐?"라며 차마 들을 수 없는 불만을 늘어놓았다고 한다. 그러나 푸가는 당시 연주가들과 일부 청중들에게도 지나치게 어려운 것으로 판명되었고, 베토벤은 출판업자의 재촉을 받아들여 새로운 피날레를 작곡했다. 그리고 기존의 푸가는 수정을 가하여 단품으로서 독립시켰는데, 이것이 대푸가로, 초판은 1827년 5월 10일에 빈의 아르타리아 출판사를 통해 간행되었고, 헌정은 오스트리아의 루돌프 대공에게 이루어졌다.
베토벤은 고집이 센 성격, 그리고 청중의 의견이나 기호에 무관심한 것으로 유명했는데, 이때에는 출판업자의 요구에 맞추어 작업했다. 푸가를 대체하기 위해 쓰인 피날레는 성격상 푸가보다 가벼웠고 《13번》의 다른 악장에도 잘 어울렸다. 단품으로 출판된 《대푸가》 또한, 오늘날 실내악 매체에서 베토벤의 최고의 업적 중 하나로 평가되고 있다. 그러나 19세기부터 오랫동안 《대푸가》는 실패작으로 여겨졌다. 루이 슈포어는 베토벤의 다른 후기 작품들과 함께 이 작품을 "지울 수 없고, 고칠 수 없는 공포"라고 묘사했고, 대니얼 그레고리 메이슨은 "남에게 호감을 주지 못하는 곡"이라고 밝혔다. 19세기 말, 가곡의 대가인 후고 볼프조차 이 곡을 포함한 베토벤 말년의 현악 사중주를 "중국어처럼 의아하다"고 평한 바 있다. 그러나 20세기 초엽부터 점차 평가는 호전되기 시작, 현재는 베토벤의 위대한 업적 중 하나로 간주되고 있다. 이고르 스트라빈스키는 "절대적으로 현대적인 악곡, 영구히 현대적인 악곡"이라고 말했다.
오늘날에 와서 통상적으로 연주되고 녹음되고 있지만, 녹음시에는 《13번》 뒤에 《대푸가》가 병록되어 있는 경우도 많다. 펠릭스 바인가르트너는 콘트라베이스 파트를 더한 현악 합주용 편곡을 남겼다. 또한 알프레트 시닛케는 그의 현악 사중주 3번에서 이 대푸가의 주제를 중요한 동기 중 하나로 다루고 있다.

## 구조
작품은 단악장의 것이며, 연주 소요 시간은 약 18분 정도이다.
알레그로, 내림마장조.
스물 네마디의 서주로 시작, 두 개의 푸가 주제 중 한 개가 이끌려 진다. 그 주제의 선율(B♭-B-A♭-G-B-C-A-B♭)은 현악 사중주 15번의 시작 주제와 밀접한 관련이 있다. 이윽고, 결렬하게 불협화음 이중 푸가(알레그로)에 돌입한다. 제2주제는 격렬하게 도약하고, 네 개의 악기는 셋잇단 음표와 점음표에 의해 서로 부딪쳐, 크로스 리듬을 형성한다. 시작의 푸가에 이어, 각각 조성이나 리듬, 속도의 다른 몇 가지의 부분이 나타난다. 각각의 부분은, 자주 느닷없게 준비도 없이 끊어져, 가시돋치듯 예상치 못한 기조를 만들어 낸다. 종결을 향해, 긴 쉼표를 끼면서 속도를 줄이고 서주의 재현에 겨우 도착하면, 급격한 결구가 되어서 악장이 끝맺어진다.
베토벤의 다른 후기 작품의 피날레(예를 들면 《교향곡 9번》의 환희의 송가)와 같이, 이 대푸가는 단독의 대규모 악장 가운데 복악장 요소를 담고 있다고 볼 수 있다. 작은 부분이 만들어져 제1주제를 변주해 나가는 것이다. 게다가 이 푸가는, 베토벤이 만년에 탐구한 작곡 단계의 일례로, 변주곡 형식과 소나타 형식, 그리고 푸가가 합성되어 있다. 내림사장조에 의한 서정적인 부분(메노모소 에모데라토)은 독립된 완서악장과 동일한 무게를 갖는다.

## 피아노 포핸즈 판의 자필 악보
2005년 10월 13일에 보도된 바에 의하면, 7월에 펜실베이니아주 윈우드의 파머 신학교 도서관에서, 1826년에 작성된 대푸가의 네 손 피아노 판(작품 134로서 존재함)의 자필악보가 발견되었다고 한다. 지금까지 115년간에 걸쳐 없어졌다고 여겨진 손고이다. 이것은 2005년 12월 1일에 소더비즈에서 경매에 붙여져 112만파운드(미 달러로 해 195만달러)의 가격으로 낙찰되었다(구입자의 신상 불명). 이 자필 악보의 유래는 다음과 같다. 1890년 경매 목록에 올라 베를린에서 경매되었다가 오하이오주 신시내티 자본가의 손에 넘어갔다. 낙찰자의 딸은 1952년에 이 작품과 모차르트의 환상곡 등 자필 악보를 필라델피아 교회에 기증했다. 발견 장소인 도서관에 어떻게 전승되었는지는 밝혀지지 않고 있다.